# Theta1 Tauri
Theta1 Tauri, (θ1 Tauri) ist ein 154 Lichtjahre entferntes Sternsystem im Sternbild Stier und ist Teil der Hyaden. Der Stern ist eine Komponente des freisichtig visuellen Doppelsterns Theta Tauri mit 0,09° Winkelabstand. Da die beiden Komponenten θ1 Tauri und θ2 Tauri etwa 3 Lichtjahre voneinander entfernt sind, hält man sie nicht für ein gravitativ gebundenes System, obwohl die Frage noch nicht abschließend geklärt ist. Theta Tauri selbst fungiert als Augenprüfer, d. h. die θ1 Tau und θ2 Tau können bereits freiäugig voneinander getrennt werden.

## Eigenschaften
θ1 Tauri selbst ist ein spektroskopischer Doppelstern. Die beiden Sterne (Komponenten a und b) umkreisen einander in einer Entfernung von etwa 10 AE und benötigen für einen Umlauf etwas über 16 Jahre.